# Аренга велика
Аре́нга велика (Myophonus caeruleus) — вид горобцеподібних птахів родини мухоловкових (Muscicapidae). Мешкає в Гімалаях, Центральній, Східній і Південно-Східній Азії.

## Опис
Довжина птаха становить 29-35 см, вага 136–231 г. Самці дещо більші за самиць. Довжина крила становить 155-200 мм, довжина цівки 45-55 мм, довжина дзьоба 29-46 мм. У представників типового підвиду забарвлення майже повністю темно-синє, у самців більш блискуче, у молодих птахів чорне. Верхня частина тіла поцяткована металево-блискучими фіолетовими плямками; найбільш рясно поцяткованою є голова. Покривні пера крил поцятковані дрібними сріблясто-сірими плямками. Очі червонуваті, дзьоб і лапи чорні.
У представників інших підвидів дзьоб жовтий, іноді зверху чорний. Представники підвиду M. c. temminckii мають найбільші розміри, плями на крилах у них більші, очі більш карі. У представників M. c. eugenei плями на крилах відсутні. Представники підвиду M. c. crassirostris мають дещо менші розміри, товщий і коротший дзьоб; на крилах у них часто є біла смуга, сформована першорядними маховими перами. Представники підвиду M. c. dichrorhynchus мають найбільш тьмяне забарвлення, дзьоб у них більший, ніж у представників номінативного підвиду.

## Підвиди
Виділяють шість підвидів:
- M. c. temminckii Vigors, 1831 — від західного Тянь-Шаню на південь до Афганістану та на схід через Гімалаї до північно-східної Індії, північної М'янми і китайської провінції Сичуань;
- M. c. caeruleus (Scopoli, 1786) — центральний і східний Китай;
- M. c. eugenei Hume, 1873 — від центральної М'янми до східного Таїланду, південного Китаю, північного і центрального Індокитаю;
- M. c. crassirostris Robinson, 1910 — південно-східний Таїланд, Камбоджа, північ і центр Малайського півострова;
- M. c. dichrorhynchus Salvadori, 1879 — південь Малайського півострова і Суматра;
- M. c. flavirostris (Horsfield, 1821) — Ява.

## Поширення і екологія
Великі аренги мешкають в Китаї, В'єтнамі, Лаосі, Камбоджі, Таїланді, Малайзії, Індонезії, Індії, М'янмі, Бангладеш, Бутані, Непалі, Пакистані, Афганістані, Таджикистані, Туркменістані, Узбекистані, Киргизстані та на крайньому південному сході Казахстану. Вони живуть в гірських тропічних і широколистяних лісах, в чагарникових заростях поблизу річок і струмків, в садах. Зустрічаються на висоті від 1000 до 4000 м над рівнем моря. Гімалайські популяції взимку мігрують в долини, на висоту до 2400 м над рівнем моря.

## Поведінка
Великі аренги зустрічаються поодинці або парами. Вони живляться комахами, їх личинками, равликами, черв'яками, крабами і дрібними хребетними, а також ягодами і зерном. Сезон розмноження в Центральній Азії триває з квітня по серпень, на Малайському півострові — з квітня по травень, а на Яві — з жовтня по квітень. За сезон може вилупитися два виводки. Гніздо чашоподібне, зроблене з моху і корінців. Воно розміщується в розщелині скелі або в дуплі, недалеко від води. В кладці 3-4 яйця. Інкубаційний період триває 17-18 днів, насиджує лише самиця. Великі аренги іноді стають жертвами гніздового паразитизму великих зозуль.

## Галерея

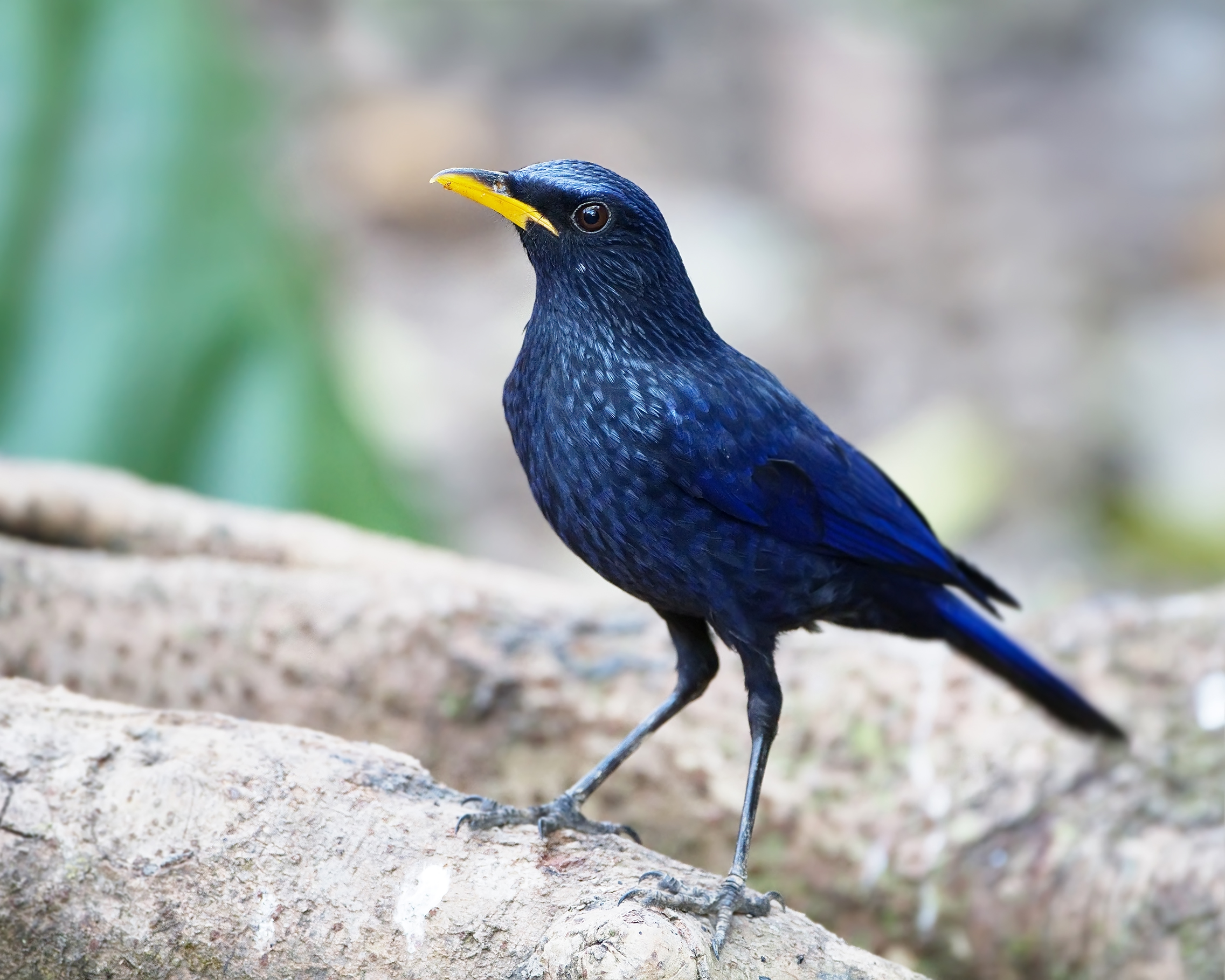
Представник підвиду M. c. eugenei (Чіангмай, Таїланд)
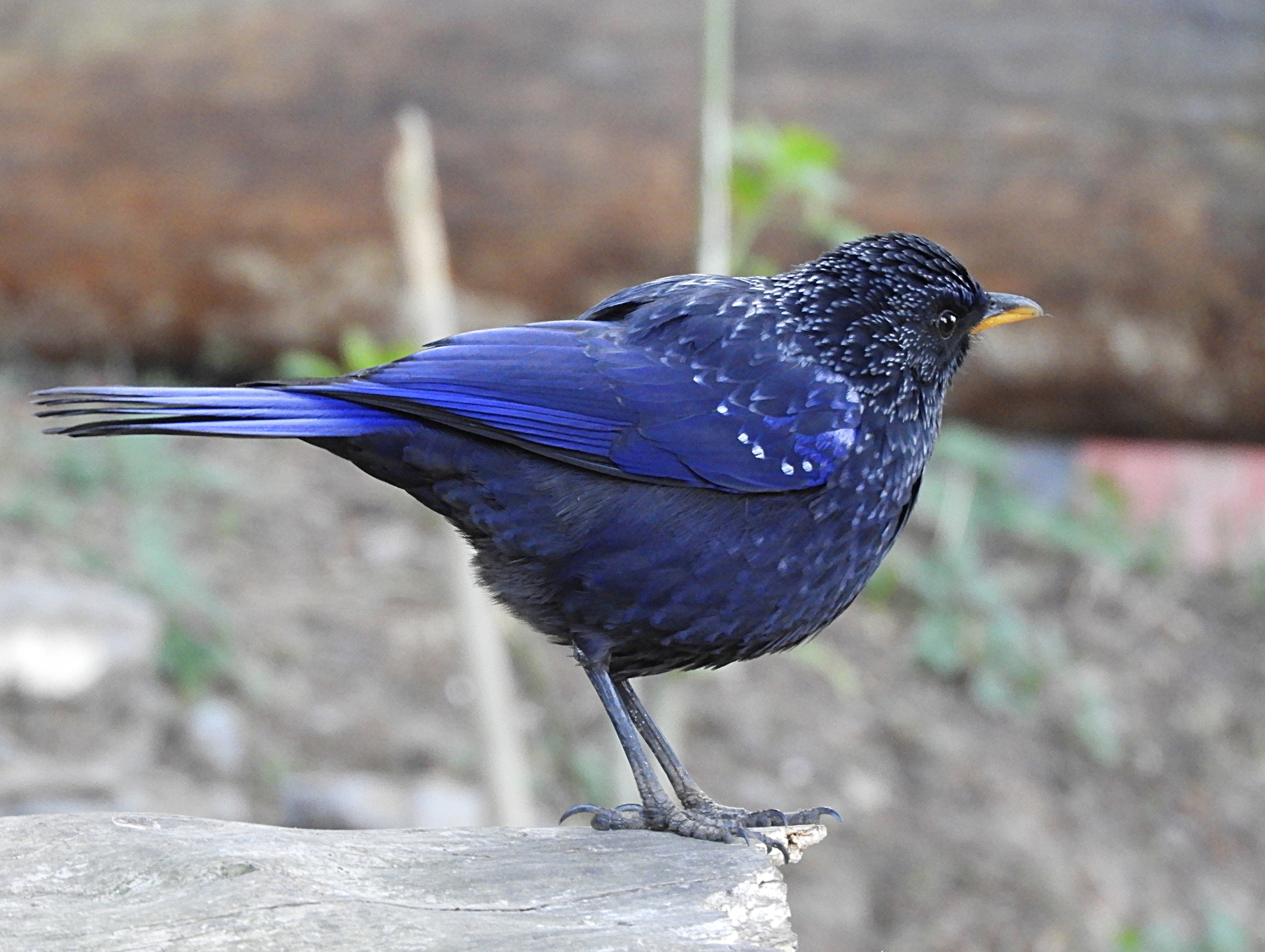
Представник підвиду M. c. temminckii (Уттаракханд, Індія)
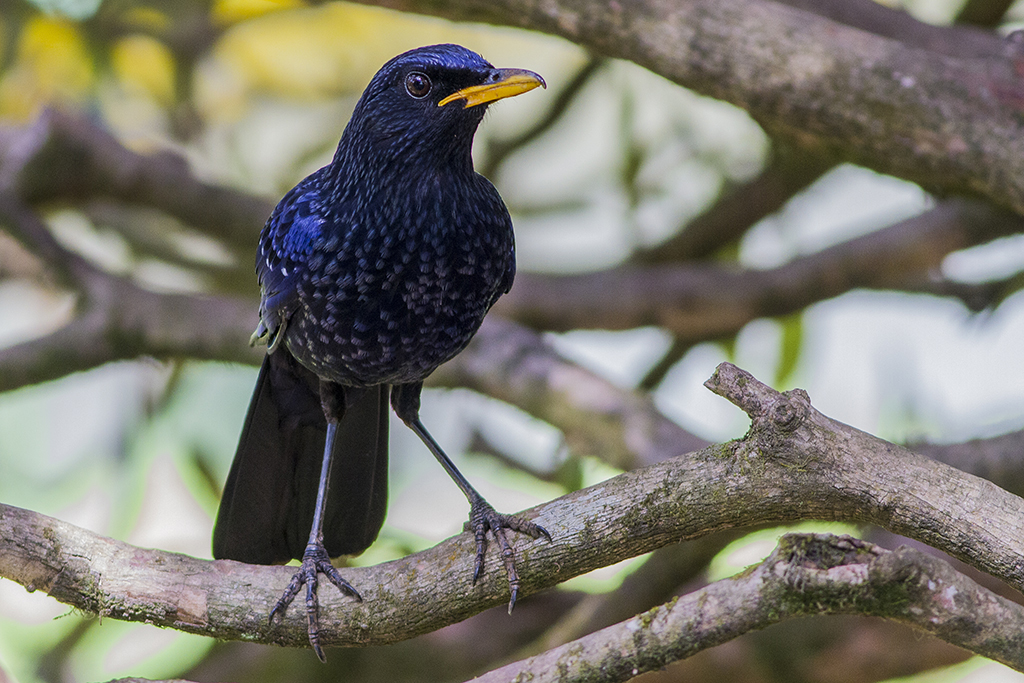
Представник підвиду M. c. temminckii (Сіккім, Індія)
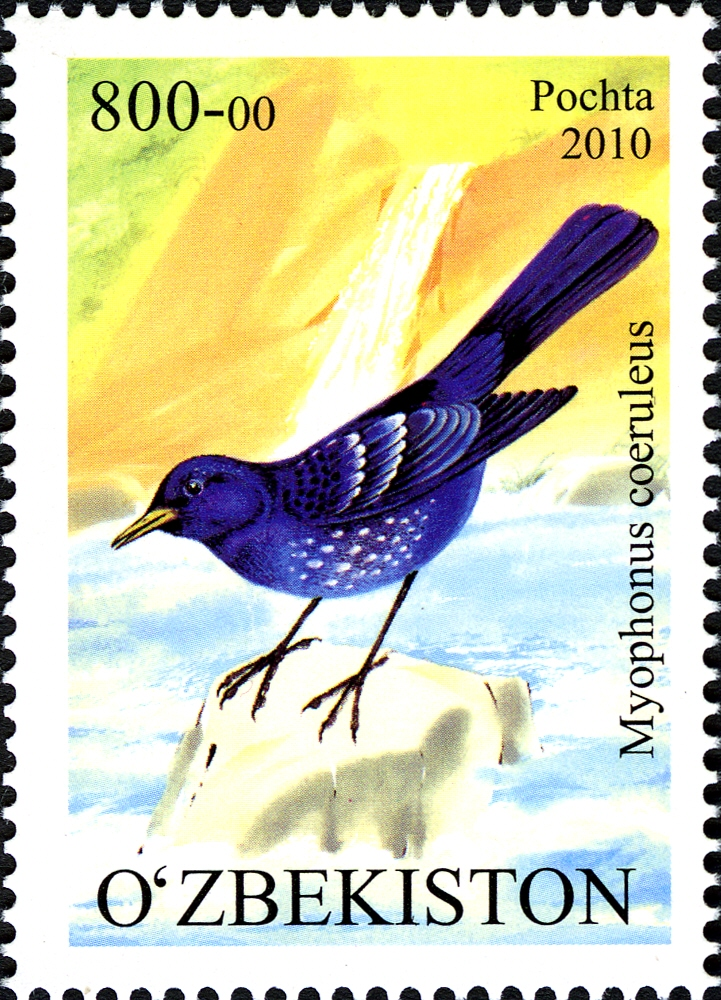
Поштова марка Узбекистану із зображенням великої аренги